# Paracinygmula
Paracinygmula är ett släkte av dagsländor. Paracinygmula ingår i familjen forsdagsländor.
Släktet innehåller bara arten Paracinygmula joernensis.